# Книхувек
Книхувек (пол. Knychówek) — село в Польщі, у гміні Корчев Седлецького повіту Мазовецького воєводства.
Населення — 65 осіб (2011).
У 1975-1998 роках село належало до Седлецького воєводства.

## Демографія
Демографічна структура станом на 31 березня 2011 року:
|          | Загалом | Допрацездатний вік | Працездатний вік | Постпрацездатний вік |
| -------- | ------- | ------------------ | ---------------- | -------------------- |
| Чоловіки | 37      | 6                  | 27               | 4                    |
| Жінки    | 28      | 5                  | 15               | 8                    |
| Разом    | 65      | 11                 | 42               | 12                   |